# Jon Paul Ferrara
Pour les articles homonymes, voir Ferrara.
Jon Paul Ferrara est un illustrateur américain, d'origine italienne. Il est spécialisé dans les couvertures de romances.

## Biographie
Jon Paul Ferrara fait ses études à New York, à l'American Academy of the Fine Arts (en) puis à l'Académie américaine de design. Il a pour professeur, Nelson Shanks (en), l'ancien portraitiste de la princesse Diana. Après sa rencontre avec Pino Daeni, l'illustrateur de couvertures de romances, il décide de suivre cette voie,.

## Œuvre
Jon Paul Ferrara est l'auteur de plus de 1200 illustrations de romances. Cette liste présente ses œuvres les plus récentes.
- Karen Hawkins, Her officer and gentleman, 2006
- Karen Hawkins, Confessions of a Scoundrel, 2011
- Karen Hawkins, The Prince Who Loved Me, 2014
- Marjorie M. Liu, Eye of Heaven, 2011 (traduit en France sous le titre L'œil de cieux par J'ai lu avec une couverture différente)
- Marjorie M. Liu, Soul Song, 2011 (traduit en France sous le titre Le chant de l'âme par J'ai lu avec une couverture différente)
- Marjorie M. Liu, Within the Flames, 2011
- Carrie Lofty, Flawless, 2011
- Carrie Lofty, Starlight, 2012
- Grace Burrowes, The Traitor, 2014
- Juliana Stone, His Darkest Embrace, 2010
- Juliana Stone, His Darkest Hunger, 2010
- Juliana Stone, His Darkest Salvation, 2011
- Juliana Stone, King of the Damned, 2012
- Stephanie Laurens, In Pursuit of Eliza Cynster, 2011
- Stephanie Laurens, Viscount Breckenridge to the Rescue, 2011
- Stephanie Laurens, The Lady Risks All, 2012
- Stephanie Laurens, The Capture of the Earl of Glencrae, 2012
- Stephanie Laurens, Loving Rose, 2014
- Stephanie Laurens, The Masterful Mr. Montague, 2014
- Cathy Maxwell, The Seduction of Scandal, 2011
- Cathy Maxwell, The Scottish Witch, 2012
- Jane Feather, Smuggler's Lady, 2011
- Michele Sinclair, A Woman Made for Pleasure, 2012
- Jillian Hunter, The Duchess Diaries, 2012
- Elizabeth Boyle, Along Came a Duke, 2012
- Elizabeth Boyle, If Wishes Were Earls, 2013
- Carolyn Jewel, Not Proper Enough, 2012
- Carolyn Jewel, Not Wicked Enough, 2012
- Sabrina Jeffries, Twas the Night After Christmas, 2012
- Sabrina Jeffries, By Love Unveiled, 2013
- Sabrina Jeffries, Silver Deceptions, 2014
- Mary Wine, Unexpected Pleasures, 2012
- Mary Wine, Highland Spitfire, 2014
- Julia London, The Revenge of Lord Eberlin, 2012
- Máire Claremont, Lady in Red, 2013
- Samantha James, My Rebellious Heart, 2013
- Mary Jo Putney, Sometimes a Rogue, 2013
- Mary Jo Putney, Not Quite a Wife, 2014
- Teresa Grant, The Paris Affair, 2013
- Suzanne Enoch, The Devil Wears Kilts, 2013
- Suzanne Enoch, Rogue with a Brogue, 2014
- Suzanne Enoch, Mad, Bad, and Dangerous in Plaid, 2015
- Sophie Barnes, The Scandal in Kissing an Heir, 2013
- Sophie Barnes, The Trouble With Being a Duke, 2013
- Sophie Barnes, The Danger in Tempting an Earl, 2014
- Lecia Cornwall, The Secret Life of Lady Julia, 2013
- Lecia Cornwall, What a Lady Most Desires, 2014
- Grace Burrowes, The Captive, 2014
- Grace Burrowes, What a Lady Needs for Christmas, 2014
- Victoria Roberts, Kilts and Daggers, 2015
- Victoria Roberts, My Highland Spy, 2015
- Joanna Shupe, The Lady Hellion, 2015
- Candace Camp, Pleasured, 2015
- Lorraine Heath, The Duke and the Lady in Red, 2015

## Nominations et récompenses
- ARTemis Award for Outstanding Romance Cover Art de l'association Romance Writers of America.